# هامنو هرانان
هامنو هرانان (انگلیسی: Haminu Draman؛ زادهٔ ۱ آوریل ۱۹۸۶) یک بازیکن فوتبال اهل غنا است.
وی همچنین در تیم ملی فوتبال غنا بازی کرده‌است. او توانایی بازی در میانه زمین و هافلک چپ را دارد.

## دوران فوتبالی بین‌المللی
هرانان ۱۹ ساله بود که اولین بازی بین‌المللی خود را در یک بازی دوستانه برابر عربستان سعودی در ریاض در ۱۴ نوامبر ۲۰۰۵ انجام داد. او در جام جهانی ۲۰۰۶ حضور داشت. او اولین گل خود را در آن رقابت‌ها در برابر آمریکا در ۲۲ ژوئن ۲۰۰۶ به ثمر رساند.